# Свята Гора (Вороняки)
Свята́ Гора́ — пагорб у межах низькогірного пасма Вороняки; комплексна пам'ятка природи місцевого значення в Україні. Розташована на півночі Золочівського району Львівської області, на північний схід від села Черемошня. 
Площа пам'ятки природи 186 га. Створена рішенням Львівського облвиконкому 09.10.1984 року № 495 з метою збереження в природному стані рідкісної степової рослинності. Перебуває у віданні Золочівського держлісгоспу, Білокамінського лісництва, кв. 47-49. 
Гора простягається на понад 2 км зі заходу на схід. Має дві вершини, схили круті, майже суцільно вкриті лісом. Висота гори — 388 м над р. м. Тут ростуть рідкісні рослини: сон великий, білоцвіт весняний, відкасник татарниколистий, зозулині черевички, любка дволиста, купина запашна, анемона звичайна та анемона жовтецева, підсніжник звичайний, вовчі ягоди пахучі та вовчі ягоди Юлії. Серед тварин трапляються борсуки, занесені до Червоної книги України. 
Входить до складу Національного природного парку «Північне Поділля». На Святій Горі створено екологічну стежку завдовжки бл. 1 км.